# متنقل متسلسل
تمت صياغة مصطلح المتنقل المتسلسل لأول مرة كجملة بواسطة تشارلز تيرنر وديفيد ألكسندر في مقررهم التعليمي حول إدارة علاقات العملاء ثم في كتيبهم عن إدارة علاقات العملاء. يصف المصطلح الشخص الذي يقوم باستمرار بنقل معاملاته/معاملاتها من شركة إلى أخرى ويبرز إهمال العديد من المنظمات، بما في ذلك شركات البطاقات الائتمانية، التي تسعى إلى اكتساب العملاء بغض النظر عن معدلات الإبقاء عليهم.

## نظرة عامة
قد تأمل الشركة في جذب عملاء جدد، من خلال تقديم مجموعة من الحوافز المالية، مثل عمليات نقل الرصيد المجانية أو منح فترات بدون فوائد.  ومع ذلك، فلن يسهم هؤلاء العملاء الجدد في أية أرباح في حال بقائهم لفترة طويلة كافية لتقديم عائد على الاستثمار، مثل:
- تكاليف الاكتساب
- تكاليف الإعداد والترحيب
- الإدارة
- تكاليف الخروج

والمتنقل المتسلسل عبارة عن عميل ماهر ينتقل من مورد إلى مورد بصورة مستمرة للاستفادة من الحوافز والعروض الخاصة.  ويبدو ذلك مغريًا للشركات إذا كانت تفي بشروط الاكتساب وأهداف التحول التنافسية.  مع ذلك، ومن الناحية العملية، فلن يُسهم المتنقل المتسلسل بأية فوائد إذا لم يمكث لفترة طويلة كافية لتقديم عائد على الاستثمار.  المغزى من ذلك أن انعدام التكامل وغياب التحليل في الشركات يسمح باتخاذ القرارات السيئة.